# Jimmy Hamilton
Jimmy Hamilton (Dillon, 1917 – Saint Croix, 1994) è stato un clarinettista statunitense.
Suonò nell'orchestra di Duke Ellington dal 1942 al 1967.